# Aenictus laeviceps
a) ouvrière de profil b) tête d'ouvrière c) mandibule
d) second segment de l'antenne (profil) 
e) Reine, à la même échelle f) Reine de profil 
Espèce

Aenictus laeviceps est une petite espèce de fourmis légionnaires vivant en Asie du Sud-Est et Océanie, appartenant au genre Aenictus.

## Comportement et cycle de vie
Ces fourmis vivent en colonies nombreuses, de 60 000 à 100 000 individus.
Le temps de développement de l'œuf à la pupe est de 65 jours.

## Commensaux
De nombreux insectes myrmécophiles sont associés à A. laeviceps, en particulier des staphylins comme Mimaenictus wilsoni Kistner & Jacobson, 1975 ou Aenictobia thoi Kistner & Jacobson, 1975